# Bilboquê

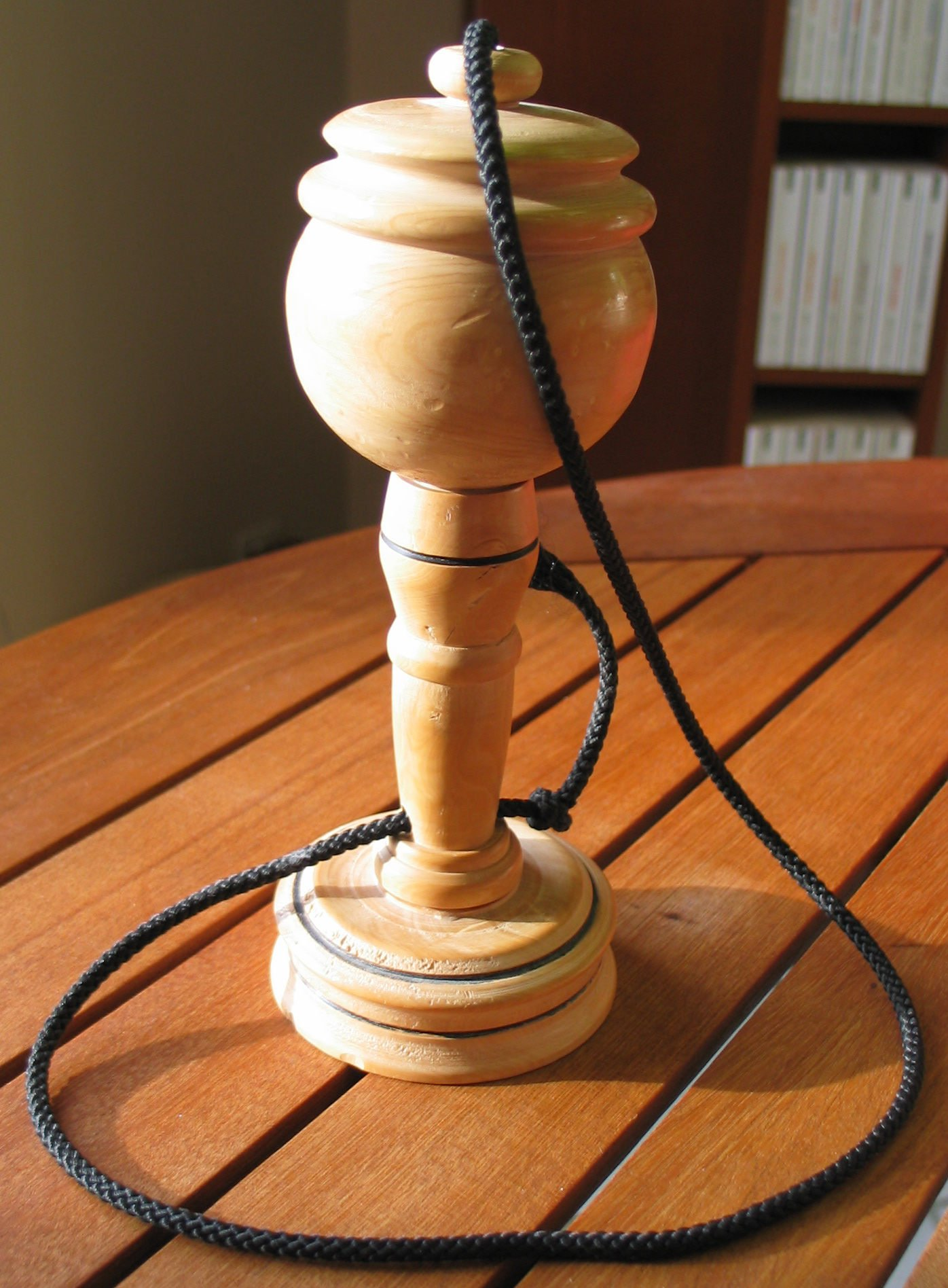
Bilboquê

Bilboquê, também conhecido em certas partes do Brasil como Biloquê, é um brinquedo antigo que consiste em uma bola, geralmente de madeira, com um furo central, que é ligada por uma corda a um suporte. Através do movimento das mãos, essa bola deve ser encaixada no suporte. Ele tem origem muito antiga e aparece em textos desde 1534.

## O brinquedo pelo mundo
A palavra francesa bilboquet não aparece em muitos dicionários franceses. No entanto, ali constam palavras como bilbo, uma espécie de algema de ferro usada para prender os pés dos prisioneiros, ou ainda uma espada finalmente temperada, originária de Bilbao, na Espanha. Esta cidade fica na região basca, de onde vem o jai alai, um jogo que usa um tipo de “pegador e bola”. É também uma região que, desde a Antiguidade, recebe influência dos mais variados povos: cartagineses, romanos e árabes, entre outros.

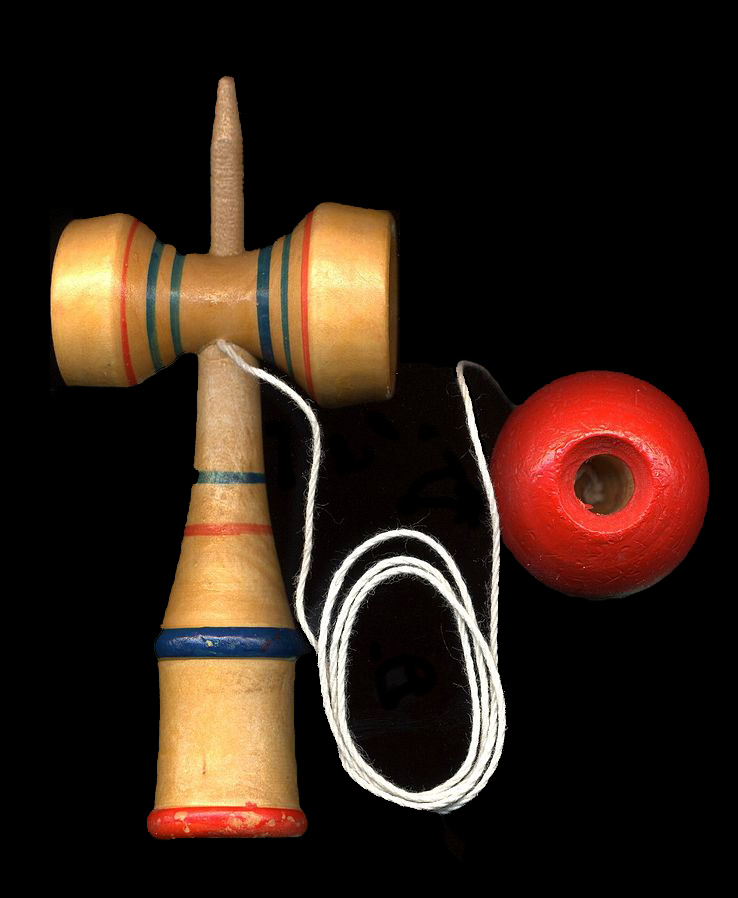
Kendama, o bilboquê japonês

Em francês, a palavra bilboquet tem relação com a palavra bille, que tanto pode ser traduzida como "pequeno bastão", como por "bolinha-de-gude". Estudiosos da língua afirmam que a palavra bilboquet aparece em textos franceses pelo menos desde 1534.
Existem evidências de uma larga disseminação do uso desse jogo. Pinturas européias indicam que ele era praticado na realeza e aldeias do continente. Também pode-se encontrar este jogo em culturas de diversas partes do mundo: Japão, México, Ártico, América do Norte e América do Sul. No Japão, o bilboquê recebe o nome de kendama; na maioria dos países latino-americanos, recebe o nome de balero.